# 申博恩 (勃兰登堡州)
申博恩（德語：Schönborn）是德国勃兰登堡州易北-埃尔斯特县的一个市镇，总面积为38.83平方千米，2019年12月31日总人口1514人。